# Scott, Quận Crawford, Wisconsin
Scott là một thị trấn thuộc quận Crawford, tiểu bang Wisconsin, Hoa Kỳ. Năm 2010, dân số của thị trấn này là 460 người.